# Міффлін Тауншип (округ Лайкомінг, Пенсільванія)
Міффлін Тауншип (англ. Mifflin Township) — селище (англ. township) в США, в окрузі Лайкомінг штату Пенсільванія. Населення — 1089 осіб (2020).

## Демографія
Згідно з переписом 2010 року, у селищі мешкало 1070 осіб у 438 домогосподарствах у складі 312 родин. Було 475 помешкань
Расовий склад населення:
| - 98,2 % — білих - 0,4 % — корінних американців - 0,3 % — чорних або афроамериканців |

До двох чи більше рас належало 1,1 %. Частка іспаномовних становила 0,3 % від усіх жителів.
За віковим діапазоном населення розподілялося таким чином: 20,9 % — особи молодші 18 років, 66,2 % — особи у віці 18—64 років, 12,9 % — особи у віці 65 років та старші. Медіана віку мешканця становила 44,3 року. На 100 осіб жіночої статі у селищі припадало 99,6 чоловіків;  на 100 жінок у віці від 18 років та старших — 101,9 чоловіків також старших 18 років.
Середній дохід на одне домашнє господарство  становив 66 461 долар США (медіана — 56 827), а середній дохід на одну сім'ю — 75 445 доларів (медіана — 68 000). Медіана доходів становила 43 239 доларів для чоловіків та 31 250 доларів для жінок. За межею бідності перебувало 3,2 % осіб, у тому числі 1,8 % дітей у віці до 18 років та 4,0 % осіб у віці 65 років та старших.
Цивільне працевлаштоване населення становило 614 осіб. Основні галузі зайнятості: освіта, охорона здоров'я та соціальна допомога — 21,2 %, виробництво — 19,4 %, будівництво — 9,0 %, транспорт — 8,6 %.